# Каяфа
Каяфа (івр. יוסף בַּר קַיָּפָא, Yosef Bar Kayafa, власне Йосиф Каяфа) — юдейський первосвященник з 18 по 36 роки. Каяфа відомий з Євангелій своєю участю у суді над Ісусом Христом.

## Історичні свідчення
Йосип Флавій, єврейський історик І століття, згадує Каяфу у роботі Юдейські старожитності — гл. 18, 2.2. Валерій Ґрат, префект Юдеї у 15–26 роках, мав труднощі з вибором первосвященника, з яким міг мати спільну мову, бо зразу усунув того, що застав — Анану (Анну). І за 4 роки змінив 4 первосвященники: Ізмаїла, Елеазара, Симона і останнім призначив Йосифа, званого Каяфа. З тим останнім, здається, жив у згоді. У 26 році Валерія змінив Понтій Пілат. Каяфа був первосвященником 18 років. Отже його призначив на цей пост у 18 році Валерій Ґрат, попередник Пілата, а усунув від влади лише майбутній імператор Авл Вітеллій. Каяфа був саддукеєм і зятем первосвященника Анни (Ів. 18:13), та виглядає що слухняним знаряддям у руках свого тестя. Навіть пішовши з посади, Анна продовжував міцно тримати в руках владу і по суті справи одноосібно розпоряджався храмовими посадами і скарбницею. На думку деяких істориків, саме Анна через свого зятя ухвалив рішення про страту Ісуса, як заколотника, «одного з тих» пророків «якими Юдея кишіла у той час», — борців проти влади римлян, які передбачали швидкий прихід Месії і оновлення світу.

## Новий Завіт
Каяфа часто згадується у Євангеліях та також у Діяннях Апостолів (Дії 4:6). Першою згадкою про нього було датування подій євангелістом Лукою у Лк. 3:1–2 пов'язаних з Іваном Хрестителем. Пізніше коли Ісус Христос воскресив Лазаря, юдейська влада серйозно сприйняла це повідомлення свідків чуда. Фарисеї стривожені звернулись до первосвященників, що мали вирішити цю справу. То й зібрались вони на раду, на якій були присутні численні члени синедріону та й первосвященник Каяфа. Рішення цього збору було за думкою Каяфи: «…краще, щоб один чоловік прийняв смерть за людей, аніж щоб увесь народ мав загинути!»(Ів. 11:50). Хоча тут Каяфа не назвав нікого по імені, зрозуміло що «один чоловік» — то був Ісус Христос. Кажучи це, Каяфа говорив як політик на користь своєї партії та на користь фарисеїв. Але євангеліст бачить у його словах і куди вище значення і висловлює його словами: «Сказав же він так не від себе самого, але, бувши первосвящеником того року пророкував, що Ісус мав умерти за народ; і не тільки за народ, але й за те, щоб зібрати в одне розкидані діти Божі.»
Пізніше Каяфа з'являється у історії Страстей Христових:
Тоді первосвященики, і книжники, і старші народу зібралися в домі первосвященика, званого Каяфою, і радилися, щоб підступом взяти Ісуса й забити. І вони говорили: Та не в свято, щоб бува колотнеча в народі не сталась.(Мт. 26:3–5)
За Мт. 26:59–68 шукає синедріон як швидко схопити Ісуса на основі фальшивих свідчень. Поміч прийшла від Юди Іскаріота. Ісуса схопили. Вартові, слуги Храму та римські вояки з ув'язненим Ісусом зійшли в долину Кедрону та увійшли в західну частину міста, де була хата первосвященника Анни. Правдоподібно, що через родинні зв'язки Анна і Каяфа жили в тім самім домі. На місці того дому розташована Церква святого Петра в Ґаліканту. Ісуса запровадили до Анни раніше ніж до Каяфи, тому що Анна мав великий вплив на владу. Після допиту, Анна побачив бездоганну поведінку оскарженого і відсилає зв'язаного Ісуса до свого зятя Каяфи. Перехід був дуже коротким, бо треба було перейти може тільки подвір'я, а може портик. У Каяфи зібралося багато членів синедріону, хоча засідання його відбулося пізніше, ранком. На засіданні після прослуховування свідчень, що себе взаємозаперечували, знайшлося лише два свідки між якими була згода — ці свідки сказали, що Ісус колись говорив такі слова: «Я можу зруйнувати храм Божий, і за три дні збудувати його» (Мт. 26:61). Свідчення справді відносилось до слів Ісуса, сказаних два роки раніше з нагоди вигнання купців із Храму. Вони були дуже вигідні для суду, який не мав інших обвинувачень. Вставши із свого місця посередині Каяфа хотів одержати від Ісуса якусь виправдувальну заяву — «Тоді встав насередині первосвященик, та й Ісуса спитав і сказав: Ти нічого не відповідаєш, що свідчать вони проти Тебе?» (Мр. 14:60), але відповідь не прийшла. Тоді Каяфа урочисто вимагає від Ісуса сказати, чи він є «Христос — Син Божий». Ісус обережно відповів «Ти мовив». Роздратовані члени синедріону почали питати Ісуса «То значить ти Син Божий?» (Лк. 22:70). Ісусова відповідь була «Самі ж кажете що я». Одержавши таку відповідь Каяфа закричав: «Роздер тоді первосвященик одежу свою та й сказав: На що нам ще свідки потрібні? Ви чули цю богозневагу. Як вам здається? Вони ж усі присудили, що Він умерти повинен…» (Мт. 14:63–64).
Щоб показати своє велике обурення і біль, Каяфа, коли перший раз скрикнув про богохульство, також роздер собі на грудях туніку, бо так чинили хто відчуває великий біль. Але в дійсності, якби він виявив правдиві почуття свого серця, його вигляд був би виявив глибоку і щиру радість. Він бо думав, що йому вдалося довести Ісуса до богохульства, а тим і до кари на смерть.